# Cladonia fruticulosa
Cladonia fruticulosa är en lavart som beskrevs av Kremp. Cladonia fruticulosa ingår i släktet Cladonia och familjen Cladoniaceae.   Inga underarter finns listade i Catalogue of Life.